# Takács Zoltán (zenész)
Takács Zoltán (Hódmezővásárhely, 1979. december 17. –) magyar zenész és lemezproducer, a Heaven Street Seven magyar alternatív rockegyüttes zongoristája és az Ivan & The Parazol debütáló Mama Don’t You Recognize Ivan & The Parazol? nagylemezének producere.

## Élet és karrier
Általános és középiskolai tanulmányait a törökbálinti Márton Bálint Általános és Középiskolában végezte, majd később a Károli Gáspár Református Egyetem Távol-Kelet Nyelvi Karán japánt tanult.

### Heaven Street Seven
1998-ban Takács csatlakozott a budapesti székhelyű alternatív rockegyütteshez, a Heaven Street Sevenhez, egészen a zenekar feloszlásáig.

### Producerkarrier
Takács 2004-ben a Heaven Street Seven Szállj Ki és Gyalogolj című stúdiólemez felvételével, keverésével és maszteringolásával kezdte meg lemezproducerének pályafutását az Acquarium stúdióban.

## Diszkográfia
Heaven Street Seven
- Tick Tock No félelem (1995)
- Cél (1997)
- Budapest Dolls (1998)
- Cukor (2000)
- Kisfilmek egy nagyvilágból (2002)
- Szállj Ki És Gyalogolj (2004)
- Tick Tock No félelem (2005)
- Tudom, Hogy Szeretsz Titokban (2006)
- Sordid kis szimfóniák (2007)
- Jazz (2008)

Soerii & Poolek
- Ua-mua (2010)
- Elton John (2010)

## Producerdiszkográfia
- 2004: A Heaven Street hét - Szállj Ki és Gyalogolj
- 2007: 30Y - Semmi Szédítő Magasság
- 2008: Heaven Street Seven - Jazz
- 2010: 30Y - Városember
- 2011: Supernem - Tudományos Fantasztikus Pop
- 2011: Fran Palermo - A Felhők Múzeuma
- 2012: Hetes utcai hét - Felkeltem A Reggelt
- 2011: Óriás - Gondalapos
- 2012: Odett - Hanyatt, Homlok, Egyenes
- 2012: 30Y - Szentimentálé
- 2012: Ivan & The Parazol - Mama Don’t You Recognize Ivan & The Parazol?
- 2012: Fran Palermo - Természetes készpénz
- 2013: Óriás - Tűz, Víz, Repülő

## Magánélet
2013-ban Takács elvette Brouwer Erika Anikót, akitől két közös gyermeke született, Ábel 2014-ben és Csongor  2025-ben. 

## Fordítás
- Ez a szócikk részben vagy egészben  a   Zoltán Takács (musician) című angol Wikipédia-szócikk ezen változatának fordításán alapul.  Az eredeti cikk szerkesztőit annak laptörténete sorolja fel. Ez a jelzés csupán a megfogalmazás eredetét és a szerzői jogokat jelzi, nem szolgál a cikkben szereplő információk forrásmegjelöléseként.